# Big Creek (Mississippi)
Pour les articles homonymes, voir Big Creek.
Big Creek est un village américain situé dans le comté de Calhoun, dans le Mississippi. Selon le recensement de 2020, sa population est de 133 habitants.